# Miggiano
Miggiano – miejscowość i gmina we Włoszech, w regionie Apulia, w prowincji Lecce.
Według danych na rok 2004 gminę zamieszkiwało 3750 osób, 535,7 os./km².